# ニコル・ビッラ
ニコル・ビッラ（Nicole Billa, 1996年3月5日 - ）は、オーストリア・チロル州・クフシュタイン出身の同国女子A代表女子サッカー選手。ドイツ女子ブンデスリーガ・TSG1899ホッフェンハイム所属。ポジションはフォワード。

## 経歴

### クラブ
5歳でサッカーを地元クラブで始め、14歳の頃にオーストリア・女子ブンデスリーガ1部に所属するFCヴァッカー・インスブルックに移籍。2011-12年シーズンからトップチームの試合に出場するようになる。2012-13年からはチームの主力に成長し、オーストリア・女子ブンデスリーガを代表するフォワードの一人として平均1試合1得点のハイペースで得点を量産した。
2013年夏に同じリーグに属するFSKザンクト・ペルテン・シュプラッツェルン（今日のSKNザンクト・ペルテン）に移籍。2年連続でオーストリア・女子ブンデスリーガ1部得点王に輝き、オーストリア・レディースカップ2連覇（2014,2015）とオーストリア・女子ブンデスリーガ1部優勝（2015）の立役者になった。
UEFA女子チャンピオンズリーグではグループリーグを突破し、ベスト8に進出した。
2015年夏にドイツ女子ブンデスリーガ1部に属するTSG1899ホッフェンハイムに移籍した。
TSG1899ホッフェンハイム移籍してからはセンターフォワードのポジションからウィングにコンバートされている。

### 代表
2011年からU17及びU19の女子代表に招集されていたが、国内リーグでの活躍が認められ2013年10月26日には17歳の若さでオーストリア女子A代表でデビューを果たした。対戦相手は2015 FIFA女子ワールドカップに向けての欧州予選で対戦したハンガリー女子A代表。以降はA代表に主力のフォワードとして定着している。
2015年から2016年にかけて行われたUEFA欧州女子選手権2017に向けての欧州予選を突破し、本大会出場を決めた。
2017年7月16日から8月6日にかけてオランダで開催されたUEFA欧州女子選手権2017では全試合に出場し3位という好結果を残した。

## エピソード
幼少からサッカーと並行してキックボクシング代表にも選出されており、2012年まではジュニア及びジュニアユースのカテゴリーで女子キックボクシング世界選手権及び欧州選手権で合計3度の優勝を果たした。
2013年以降はサッカーに集中するためキックボクシングにおいての活動は趣味レベルに抑えているとオーストリアサッカー協会の雑誌インタビューで発言している
。

## タイトル

### クラブ
FCヴァッカー・インスブルック
- オーストリア・レディースカップ 準優勝（1回）： 2011-12

FSKザンクト・ペルテン・シュプラッツェルン
- オーストリア・女子ブンデスリーガ1部 優勝（1回）： 2014-15
- オーストリア・レディースカップ 優勝（2回）： 2013-14, 2014-15

### 代表
- UEFA欧州女子選手権2017 3位
- 2017年度オーストリア「スポーツチーム・オブ・ザ・イヤー」賞（オーストリア代表選手として）
- キプロス・カップ 優勝:1回（2016）